# Josep Maria Simó Nogués
Josep Maria Simó Nogués (Torrent, 1927 - València, 16 d'abril de 2001) fou un empresari i financer valencià.
Josep Maria Simó destacà al món empresarial com a dirigent desenvolupant diversos càrrecs de responsabilitat. Fou cofundador i president de la Federació Empresarial Metalúrgica Valenciana, president de la Cambra de Comerç de València, sots-president del Consell Superior de Cambres, sots-president de la Confederació Espanyola de Caixes d'Estalvis, president del Patronat de la Llotja de València, sots-president de la Confederació d'Empresaris Valencians i cofundador d'Associació Valenciana d'Empresaris, entre d'altres.
El 1989 va assumir la presidència de la Caixa d'Estalvis de València, des de la qual va viure la fusió amb la Caixa d'Estalvis de Castelló i el naixement de Bancaixa el 1991. El 1994 Bancaixa comprà el 24% del Banc de València pel qual Simó Nogués accedí també a la presidència del banc. El 1997 deixà la presidència del grup financer per problemes de salut i fou nomenta President Honorífic el mateix any.
Josep Maria Simó morí el 16 d'abril de 2001 als 73 anys en un hospital de València en qué s'estava recuperant d'una
operació. Estava casat i tenia 5 fills.